# Simetría radial (biología)

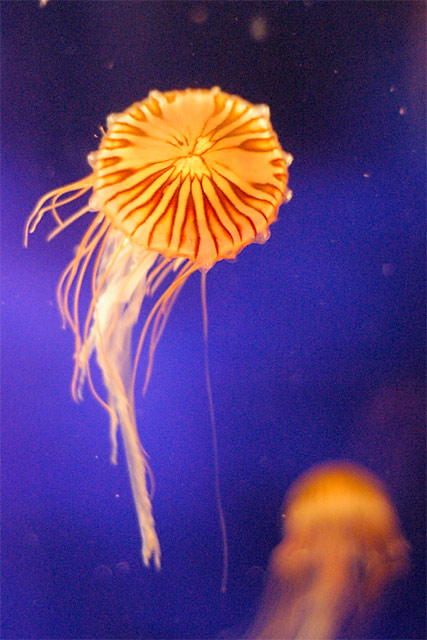
Una medusa, animal típicamente radial.

La simetría radial es la simetría definida por un eje heteropolar (distinto en sus dos extremos). El extremo que contiene la boca se llama lado oral, y su opuesto lado aboral o labactinal.
Sobre este eje, se establecen planos principales de la simetría, los que definen las posiciones per-radiales. Las estructuras en otros planos (bisectrices de los per-radiales) quedan en posiciones inter-radiales. La zona entre los per-radiales y los inter-radiales es la zona ad-radial.
En el reino animal, la simetría radial se considera primitiva respecto a la simetría bilateral; presenta simetría radial primaria los cnidarios, los ctenóforos y algunas esponjas. No obstante, la simetría radial perfecta es rara; usualmente se modifica en birradial, como en ctenóforos y muchas anémonas, con dos planos que dividen al animal en las aguas del exterior se ve la simetría radial iguales, o tetrarradial, como muchas medusas, con cuatro planos de simetría. Los equinodermos poseen una simetría pentarradial secundaria derivada de la simetría bilateral.
La simetría radial (y sus especializaciones) está más extendida en animales sésiles y sedentarios, y en animales pelágicos a la deriva, en los que resulta claramente ventajoso poder enfrentarse al entorno en varias direcciones por igual, con los receptores sensoriales y las estructuras para la alimentación (tentáculos, brazos) distribuidos regularmente en la periferia del cuerpo.
Un ejemplo de simetría bilateral son los platelmintos, aunque también hay algunas medusas con simetría radial.